# 广西府
广西府是明朝时设置的府。
元世祖至元十三年（1276年）设置广西路。明太祖洪武十五年（1382年），改为广西府。治所在今云南省泸西县。包括泸西县、师宗县、丘北县、弥勒县等地。清朝乾隆三十五年（1770年），降为广西直隶州。1913年改广西直隶州为广西县。1929年改为今名泸西县。

## 延伸阅读
[在维基数据编辑]
 《欽定古今圖書集成·方輿彙編·職方典·廣西府部》，出自陈梦雷《古今圖書集成》